# Penn Yan
Penn Yan – wieś w Stanach Zjednoczonych, w stanie Nowy Jork, siedziba administracyjna hrabstwa Yates.